# Frente Democrático Revolucionario del Pueblo Etíope
El Frente Democrático Revolucionario del Pueblo Etíope (FDRPE) fue una coalición política etíope en cuyos orígenes fue constituida como organización guerrillera marxista-leninista que estuvo cerca de las posiciones del Partido del Trabajo de Albania.
Constituido en 1990 aglutinando al conjunto de fuerzas opositoras al régimen comunista de Hailé Mariam Menghistu del Partido de los Trabajadores de Etiopía, durante la guerra civil etíope, y bajo la dirección de Meles Zenawi derribó al gobierno tras la ofensiva lanzada el 23 de mayo de 1991, tomando la capital, Adís Abeba el día 27.
Tras el enfrentamiento, se convirtió en el partido político mayoritario, obteniendo continuadas victorias electorales, incluida la de mayo de 2000 en que se hizo con 472 de 527 diputados en la Asamblea Nacional, aliado con otros grupos. En las elecciones generales de 2015 obtuvo la totalidad de los 517 escaños.
El 1 de diciembre de 2019 se disolvió voluntariamente en favor de una nueva agrupación con el nombre de Partido de la Prosperidad.